# Cantone di Carlos Julio Arosemena Tola
Il cantone di Carlos Julio Arosemena Tola è un cantone dell'Ecuador che si trova nella provincia del Napo.
Il capoluogo del cantone è Carlos Julio Arosemena Tola.